# Sito archeologico di Enkomi
Enkomi (in greco Έγκωμη)  è un sito archeologico dell'età del bronzo nell'isola di Cipro. Prende il nome dal vicino villaggio, e si trova presso la città di Famagosta, nella parte nord-orientale dell'isola.
L'insediamento nacque nella media età del bronzo presso un'insenatura della costa in seguito riempita da una pianura, sulla riva settentrionale del fiume Pedieos, allora navigabile. Dal XVI al XII secolo a.C. fu un importante centro per il commercio del rame, che veniva fuso nel luogo, con stretti legami culturali con Ugarit, situata sulla costa della Siria. Fu forse per un periodo la capitale dello stato di Alasiya o Alashiya, che doveva comprendere almeno una parte dell'isola di Cipro, menzionato in testi egizi, ittiti micenei (in lineare B) e della stessa Ugarit.

## Storia
La stratigrafia del sito, piuttosto complicata e disturbata, è stata suddivisa nelle pubblicazioni degli scavi (vedi bibliografia) in quattro fasi principali:
- livello A: strato più antico, scarsamente conservato, direttamente sopra la roccia vergine;
- livello I, dell'inizio della tarda età del bronzo, con fortificazioni che furono distrutte in due occasioni;
- livello II, con molte suddivisioni, che copre l'articolata espansione dell'insediamento nel XIV e XIII secolo a.C., terminata con una massiccia distruzione intorno al 1220 a.C.;
- livello III, di cultura micenea, con tre sottofasi: 
  - III A e III B, con una città costruita con strade ad angolo retto e una piazza centrale pavimentata in pietra; sulla via principale nord-sud si apriva un palazzo e tre santuari e la città aveva dodici officine specializzate nella lavorazione del rame. Era fortificata con un muro in blocchi di pietra su un perimetro di circa 400 m[1]. La città venne distrutta intorno al 1125 a.C., probabilmente dai Popoli del Mare;
  - III C, fase micenea finale con numero di abitanti in diminuzione. Dopo un terremoto a metà dell'XI secolo a.C. il sito fu definitivamente abbandonato.

Dal XIII secolo a.C. altre città sulla costa meridionale di Cipro competevano con Enkomi. Il suo definitivo abbandono diede luogo allo sviluppo della città di Salamina.

## Descrizione della città

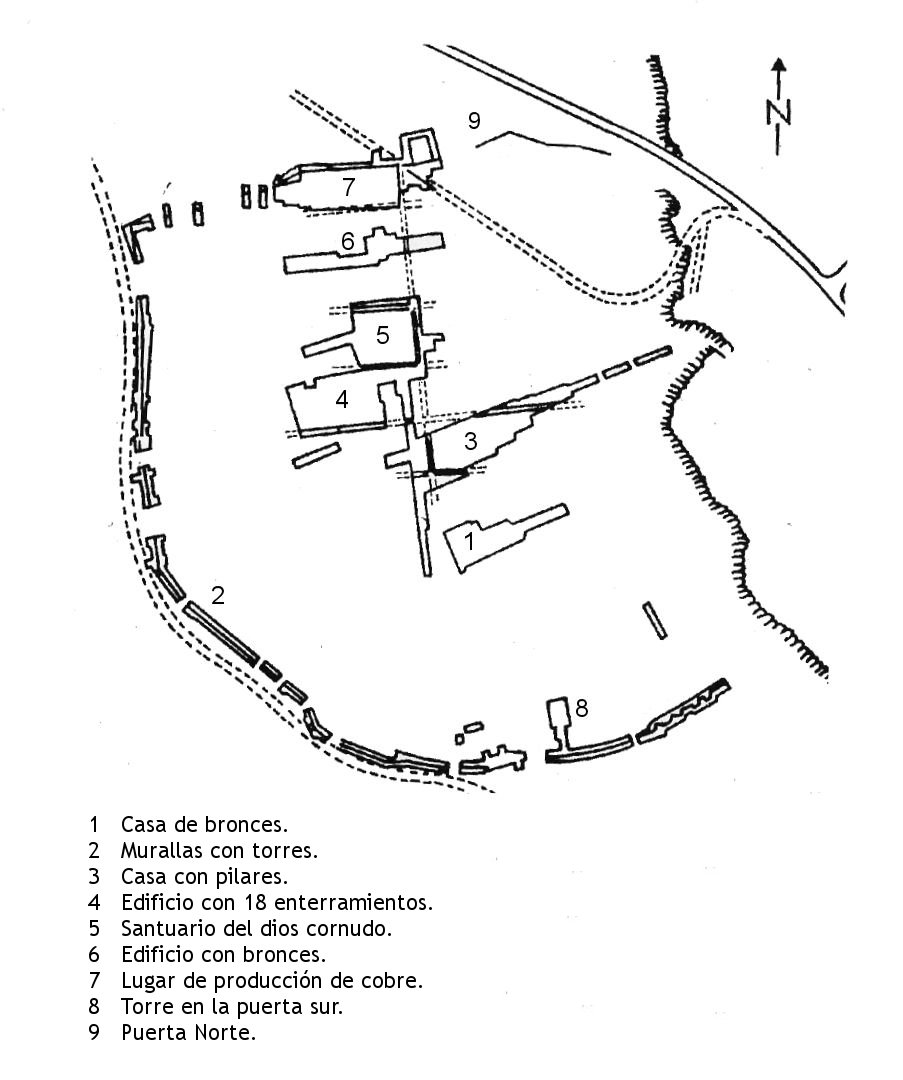
Planimetria di Enkomi

La città era circondata da un muro fin dal 1200 a.C. circa. Le fondamenta erano costituite da grandi pietre (muratura ciclopica), su cui si ergeva il muro vero e proprio fatto di mattoni di fango. Una costruzione simile si trova a Palaiokastro, nella parte occidentale di Cipro. 
Le strade rettangolari sono orientate verso le porte della città. Nelle strutture comuni va sottolineato un sofisticato sistema fognario. Una fucina scavata ha fornito prove della lavorazione del rame sul posto. Anche in questo caso vi sono paralleli con Cizio, dove la lavorazione del rame era integrata in un quartiere templare.
Le case erano composte da diverse stanze intorno a un cortile centrale. Al di sotto delle case, sono state scavate nella pietra calcarea delle camere funerarie, in cui i morti venivano sepolti con ricchi corredi funerari. C'erano anche tholoi fatti di mattoni di fango. 
Nella tarda età del bronzo, caratterizzata da un'influenza micenea nella ceramica, furono costruiti diversi edifici elaborati in blocchi di pietra, forse magazzini. Edifici simili sono noti a Maa e Cizio. Gli edifici sono complessivamente più grandi. I complessi simili a palazzi indicano una crescente differenziazione sociale.

## Scavi
Il sito fu scoperto nel 1870 dai fratelli Luigi e Alessandro Palma di Cesnola.
Dopo circa un decennio di saccheggi, dovuti all'alta qualità dei corredi funebri nelle tombe, il sito venne scavato a partire dal 1896 dall'archeologo inglese Alexander Stuart Murray, curatore delle antichità greche e romane del British Museum. Gli scavi di Murray furono parte della spedizione "Turner Bequest" a Cipro del 1893-1896. I ritrovamenti sono attualmente conservati nel British Museum e comprendono i corredi funebri delle circa 100 tombe scavate, gli oggetti rinvenuti in superficie nell'area dell'abitato e reperti in bronzo dall'area delle fonderie, oltre a materiale di epoca successiva dallo stesso sito o dalle sue immediate vicinanze.
Gli scavi furono ripresi nel 1913 da John Myers e Menelaos Markides del Cyprus Museum, negli anni trenta dalla Swedish Cyprus Expedition, nel 1932-1935 e ancora nel 1946-1950 da Claude Frédéric-Armand Shaeffer ("Académie des Inscriptions et Belles-Lettres") e nel decennio tra il 1948 e il 1958, dal cipriota Porphyrios Dikaios, del locale dipartimento di antichità.

### Ritrovamenti
Di particolare interesse una statuetta in bronzo di un dio con copricapo cornuto, rinvenuta in uno dei santuari cittadini. La divinità è stata ipoteticamente identificata con l'Apollo Alasiota (menzionato ancora in un'iscrizione del IV secolo a.C.), un probabile dio di origine siriaca, identificato dai greci con Apollo: l'abbigliamento e il copricapo sono di tipo asiatico, mentre lo stile mostra influssi micenei.
Un altro bronzetto di un dio poggiato su una base a forma di lingotto, ritrovato in un altro santuario, doveva rappresentare la divinità protettrice delle miniere di rame.
Da Enkomi proviene inoltre una coppa in argento con decorazione di bucrani e fiori di loto e con un manico d'osso incrostato d'oro, datata intorno al 1400 a.C. e conservata al Cyprus Museum di Nicosia..
La produzione di ceramica micenea, influenzata inizialmente da prodotti importati dall'Argolide e da Rodi, si sviluppò quindi localmente con prodotti detti "cipro-micenei" (in particolari grandi crateri) con figure di grandi dimensioni, forse tratte dalla pittura parietale, ma riproposte in modo schematico.
Sono di particolare importanza anche le tavolette di argilla iscritte con l'alfabeto sillabico cipro-minoico.

## Galleria d'immagini

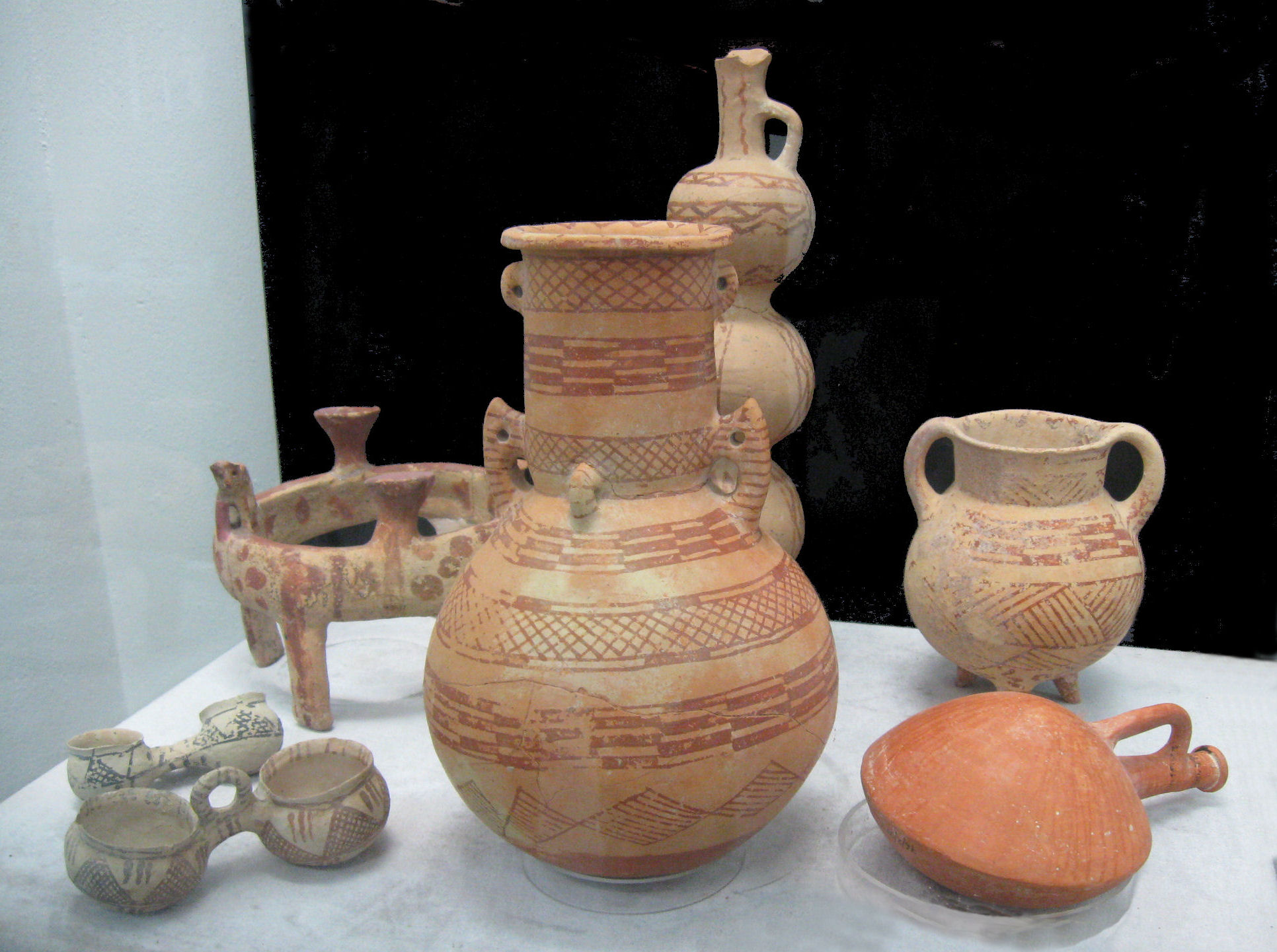
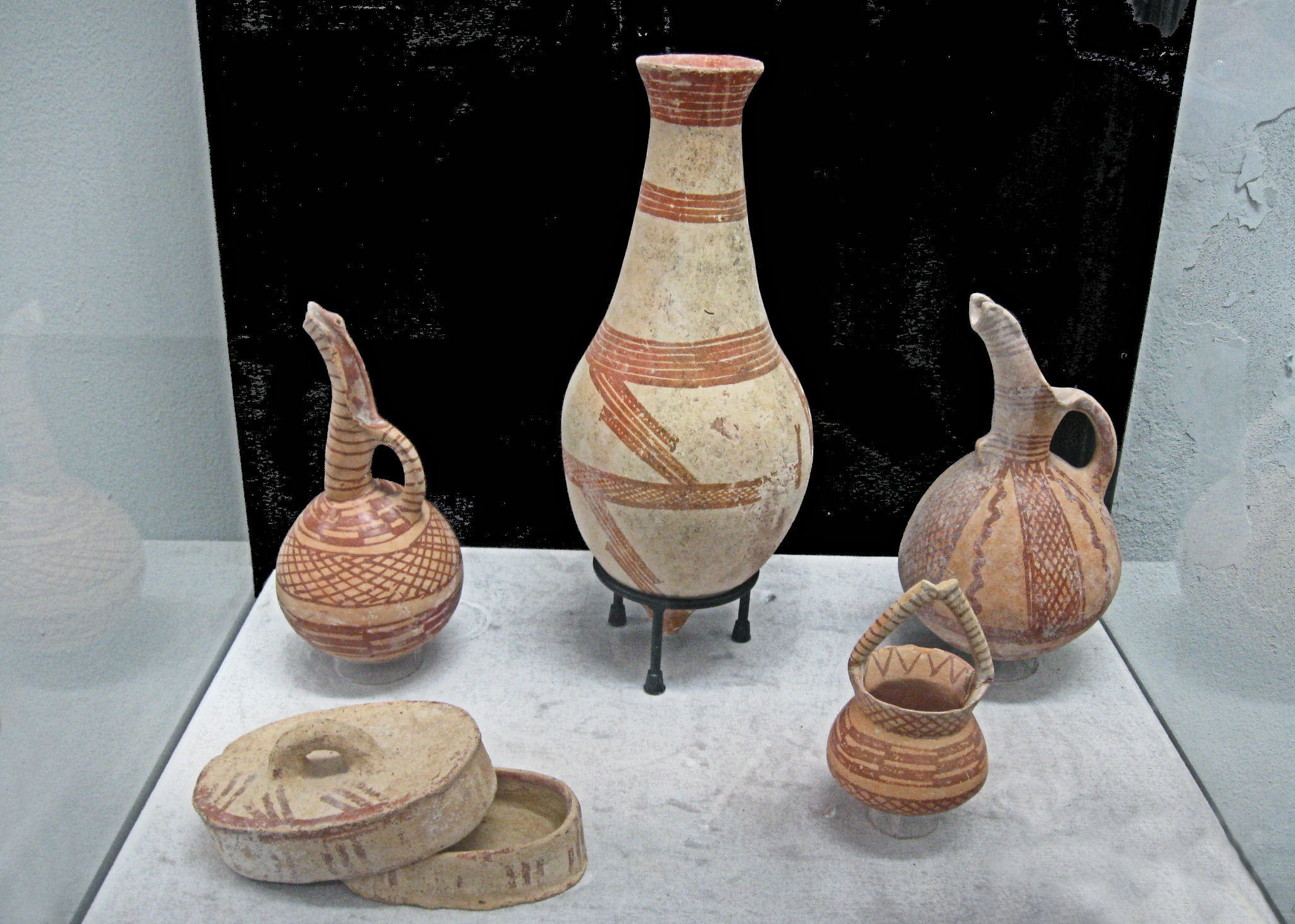
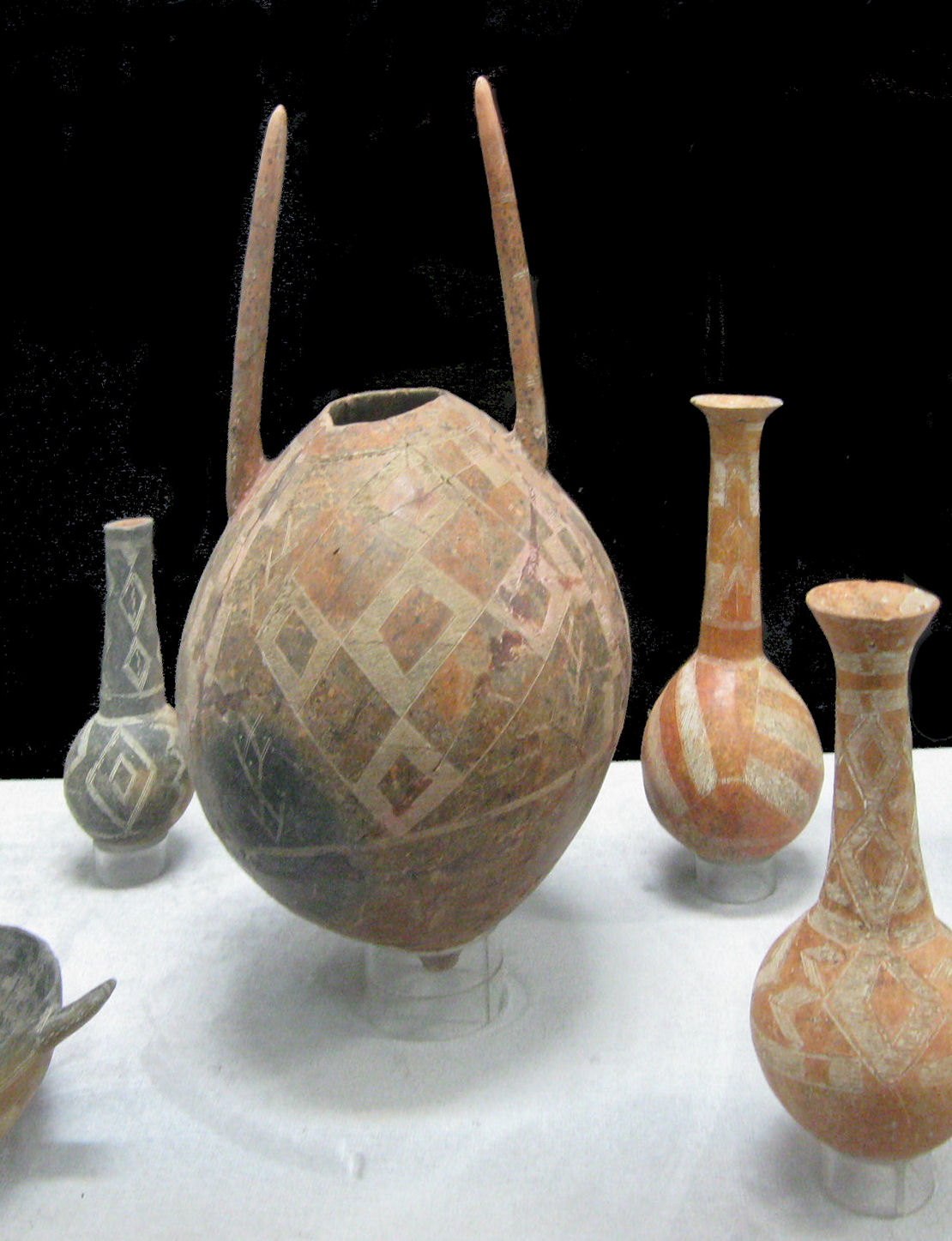
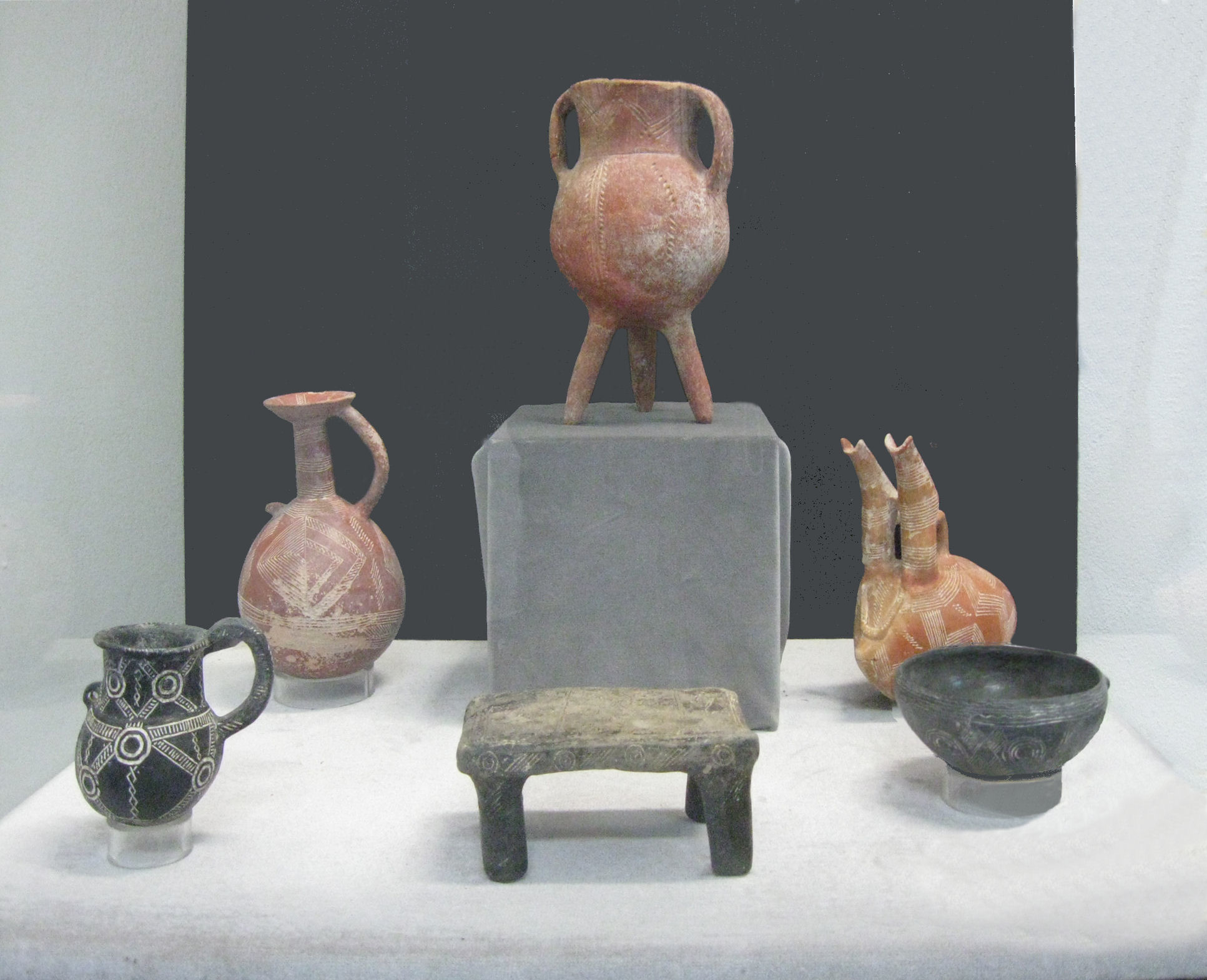
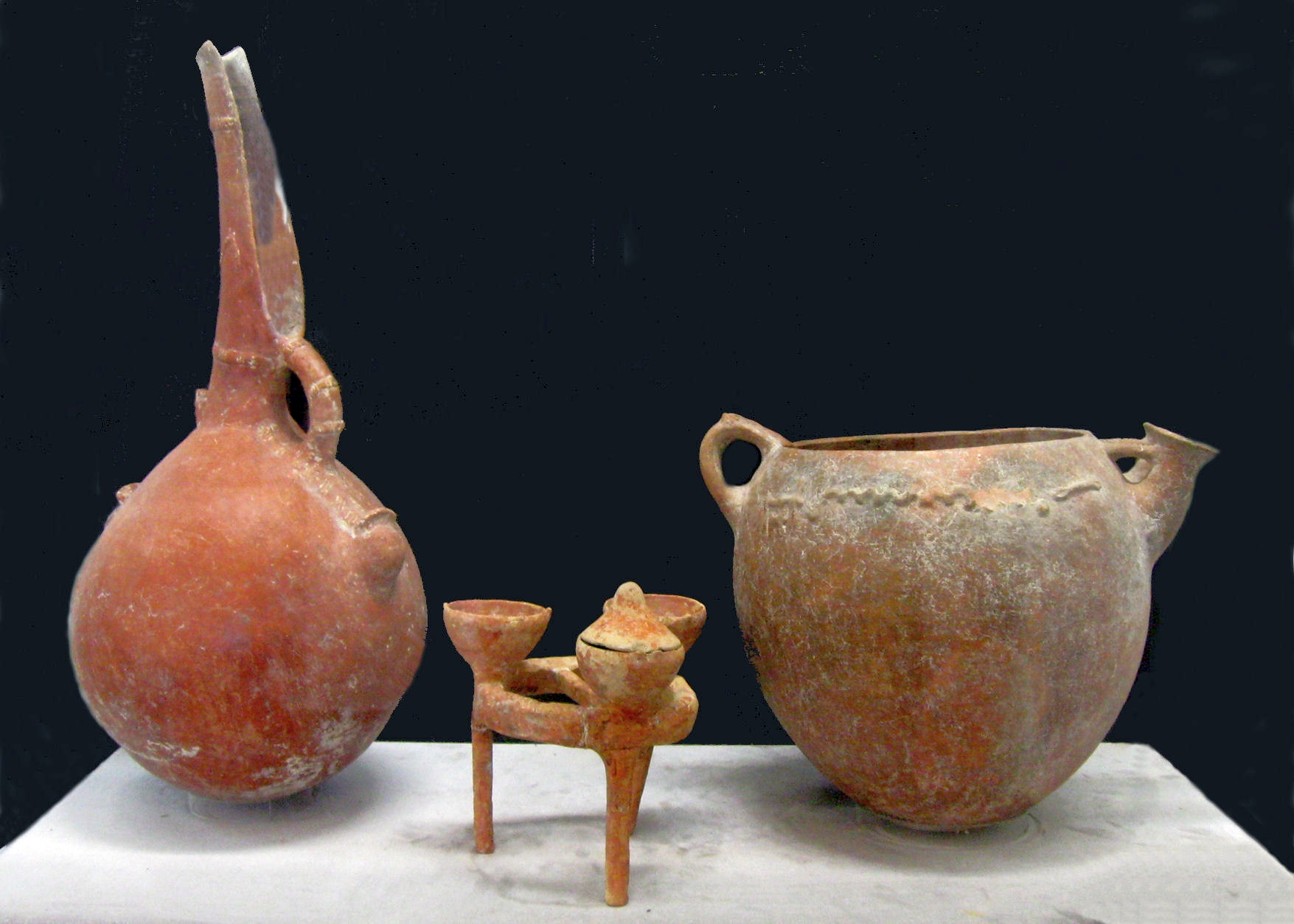
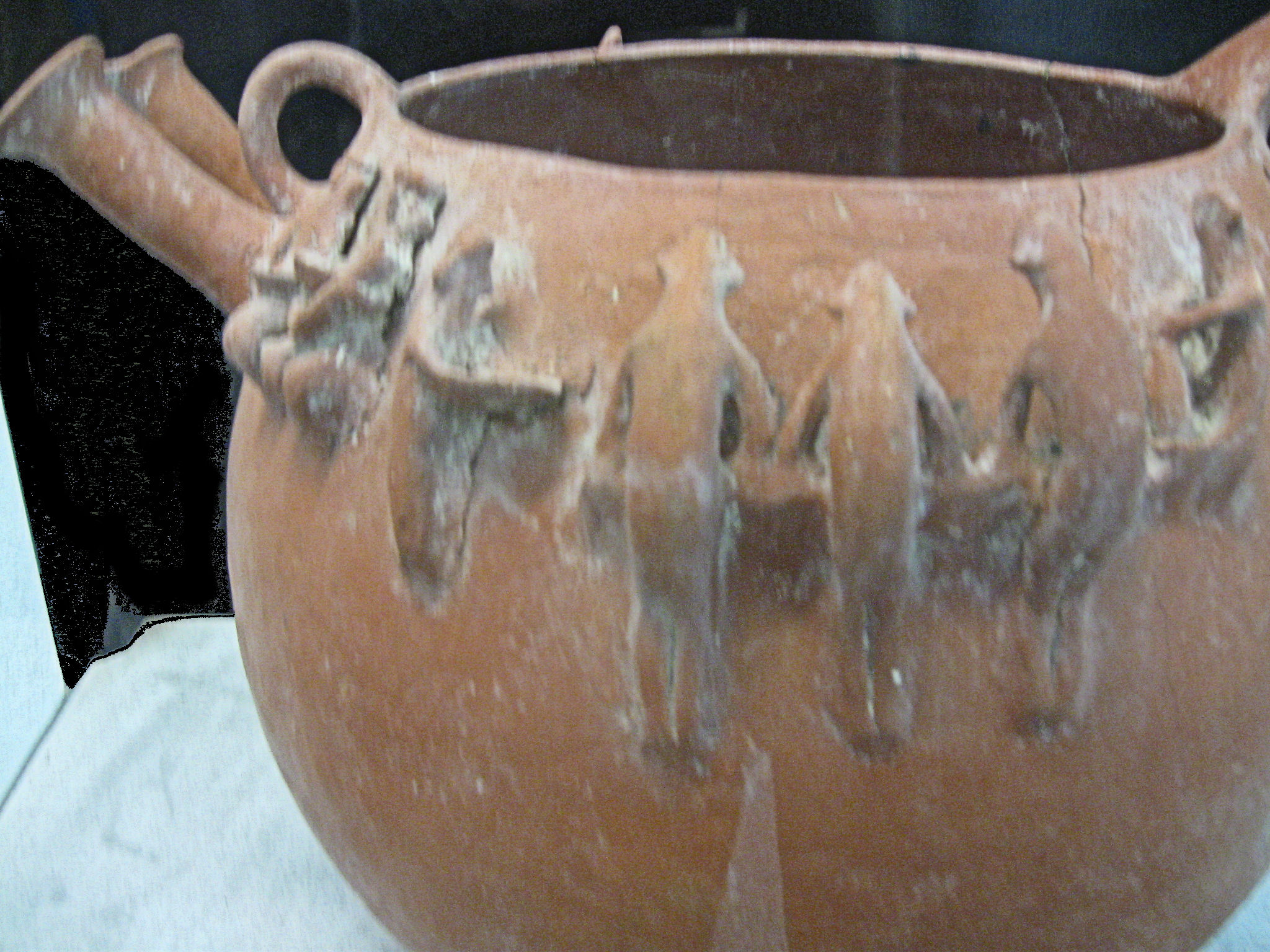
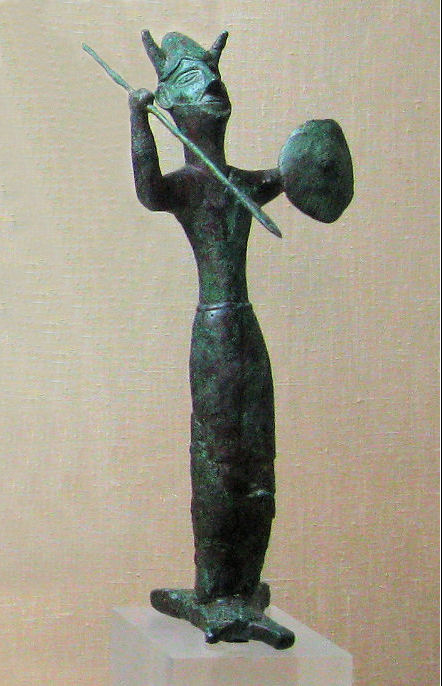
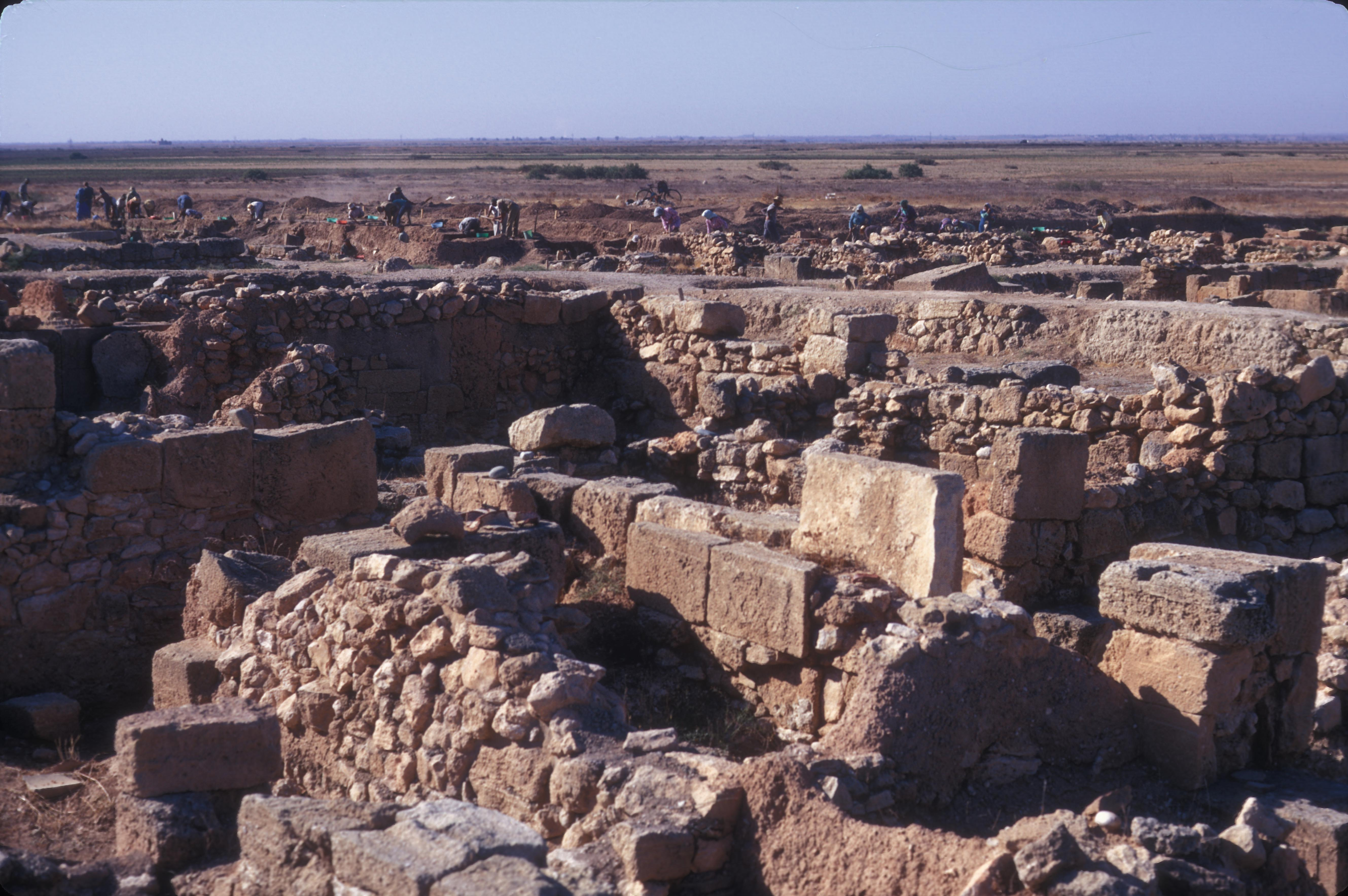
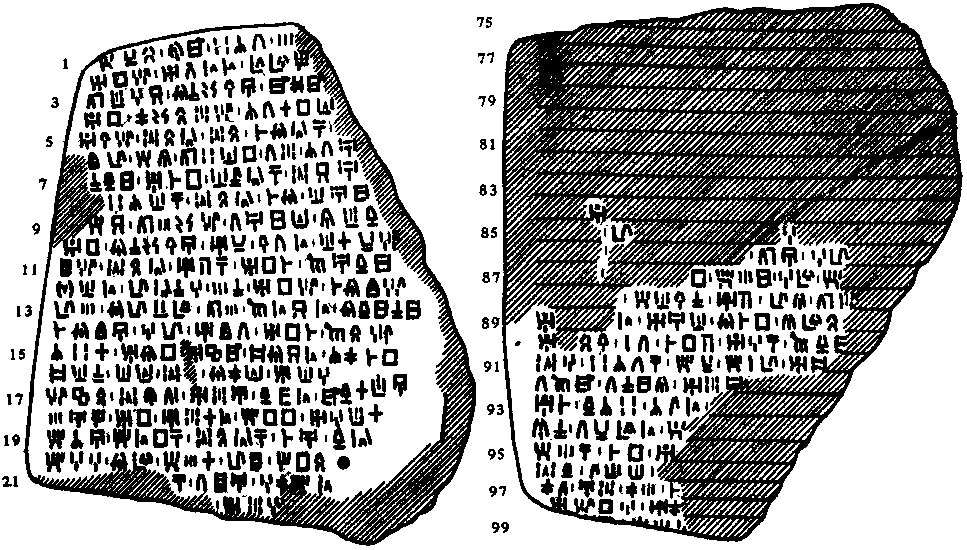
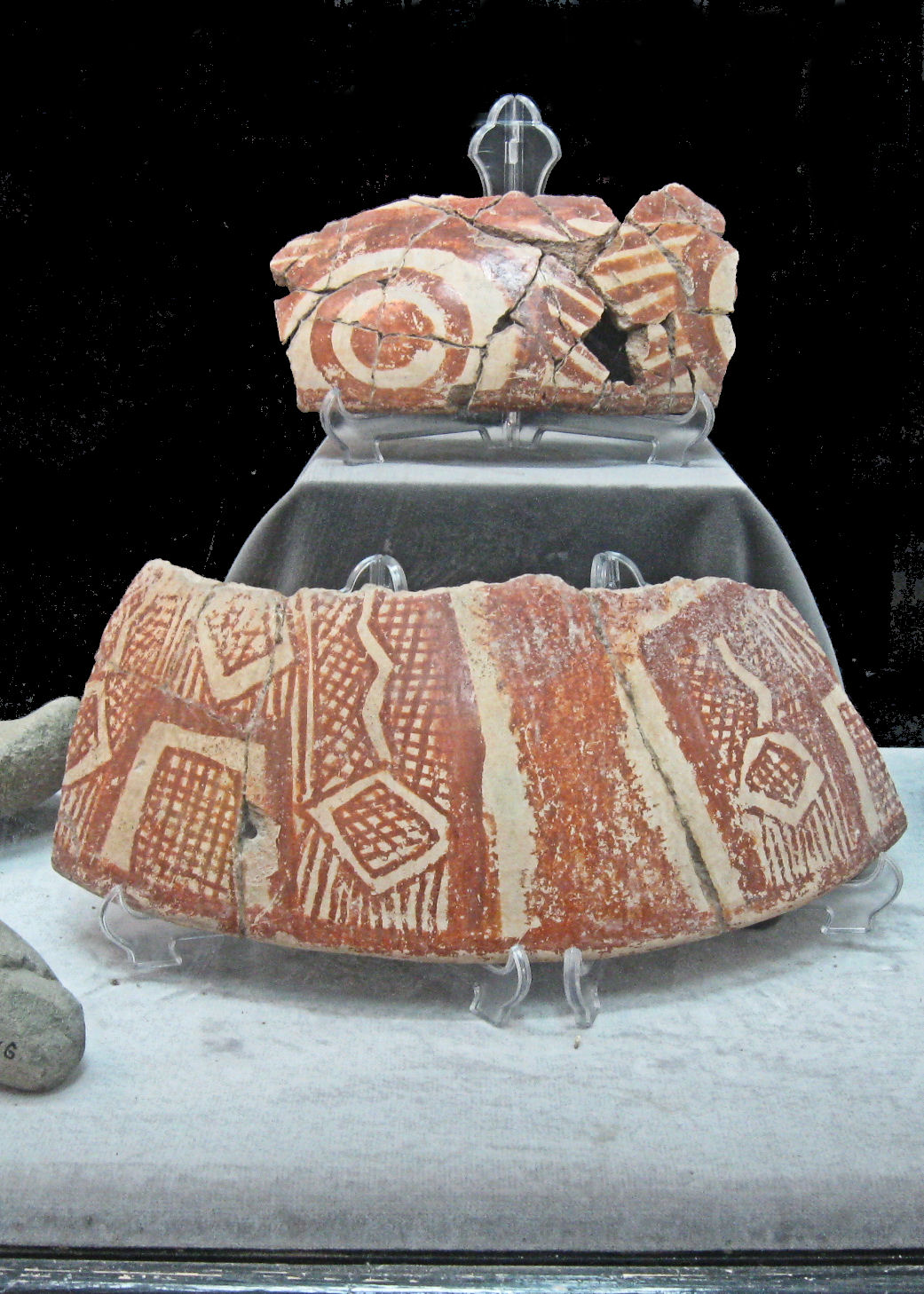
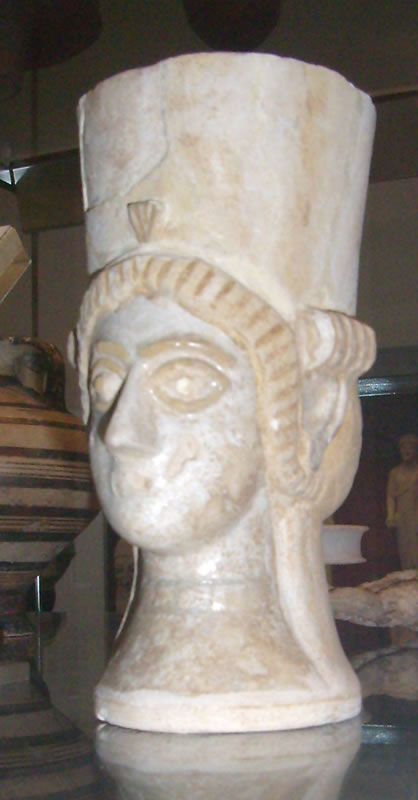
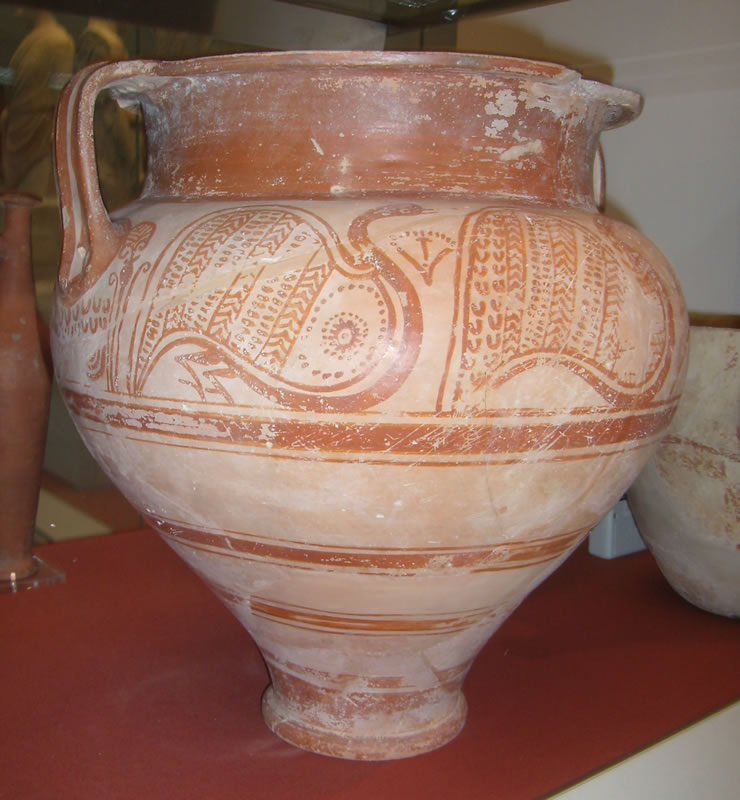
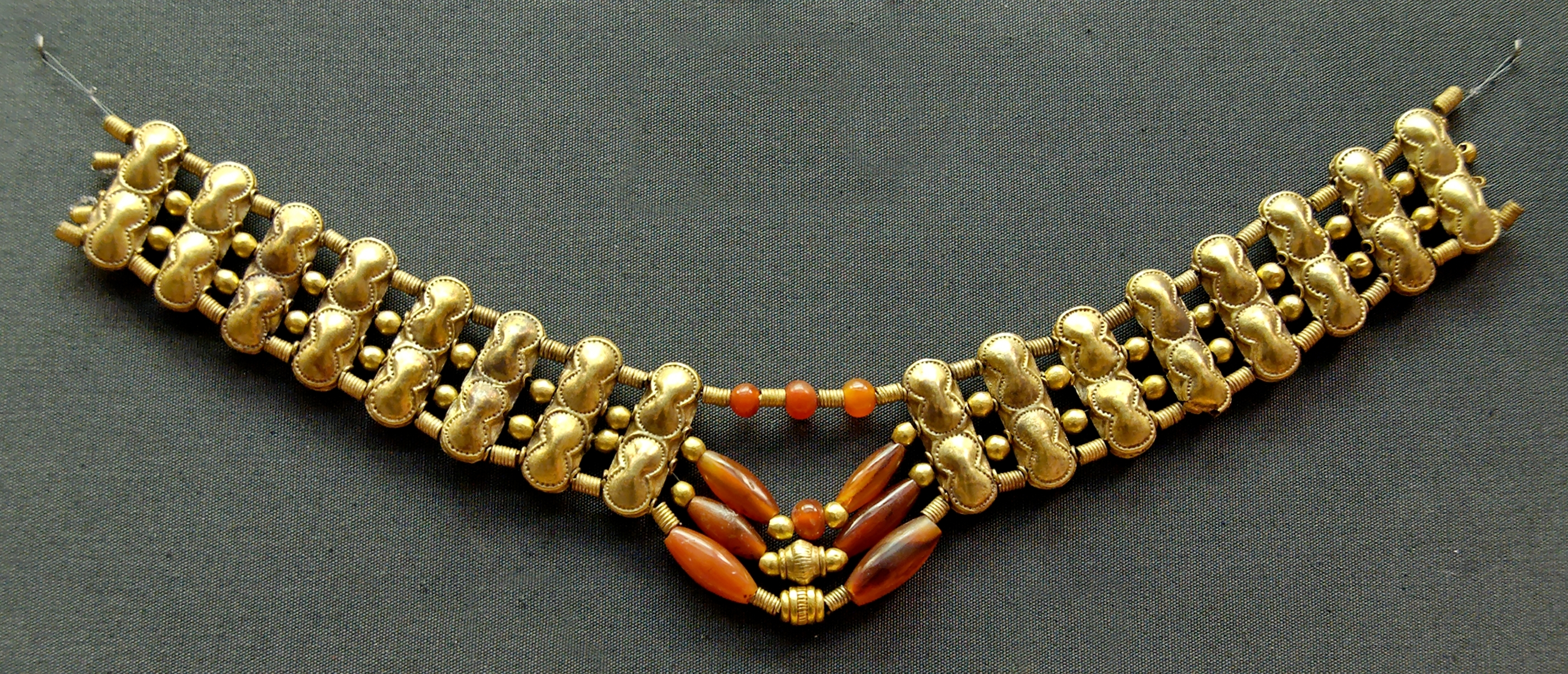
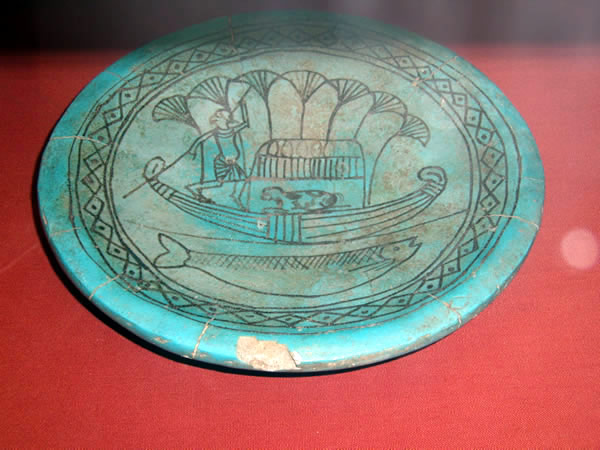
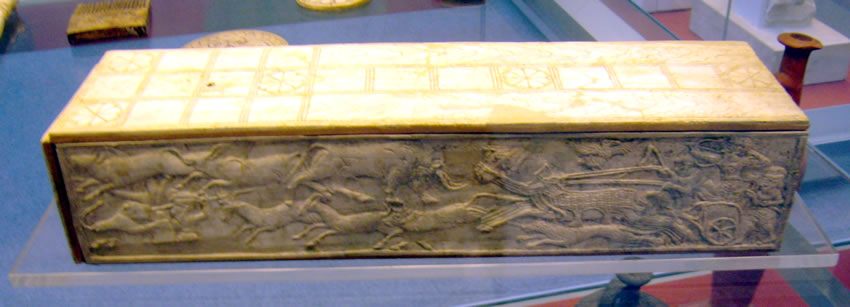

Reperti archeologici di Enkomi